# 젊은 그들 (1985년 드라마)
《젊은 그들》는 1985년 1월 9일부터 1985년 9월 3일까지 한국방송공사 월화드라마이다.

## 등장 인물
- 김성원
- 안소영
- 한진희